# Tetracanthella caucasica
Tetracanthella caucasica är en urinsektsart som beskrevs av Stach 1947. Tetracanthella caucasica ingår i släktet Tetracanthella och familjen Isotomidae. Inga underarter finns listade i Catalogue of Life.